# جایزه گلدن گلوب بهترین بازیگر زن – فیلم موزیکال یا کمدی
جایزه گلدن گلوب بهترین بازیگر زن – فیلم موزیکال یا کمدی یک جایزه از گلدن گلوب است که نخستین بار توسط انجمن مطبوعات خارجی هالیوود به عنوان یک بخش جداگانه در سال ۱۹۵۰ اعطا شد.

## برندگان

### دهه ۱۹۵۰
- ۱۹۵۰ - جودی هالیدی
- ۱۹۵۱ - جون الیسون
- ۱۹۵۲ - سوزان هیوارد
- ۱۹۵۳ - ایثل مرمن
- ۱۹۵۴ - جودی گارلند
- ۱۹۵۵ - جین سیمونز
- ۱۹۵۶ - دبورا کار
- ۱۹۵۷ - کی کندال
- ۱۹۵۸ - روسالیند راسل
- ۱۹۵۹ - مریلین مونرو

### دهه ۱۹۶۰
- ۱۹۶۰ - شرلی مک‌لین
- ۱۹۶۱ - روسالیند راسل
- ۱۹۶۲ - روسالیند راسل
- ۱۹۶۳ - شرلی مک‌لین
- ۱۹۶۴ - جولی اندروز
- ۱۹۶۵ - جولی اندروز
- ۱۹۶۶ - لین ردگریو
- ۱۹۶۷ - آن بنکرافت
- ۱۹۶۸ - باربارا استرایسند
- ۱۹۶۹ - پتی دوک

### دهه ۱۹۷۰
- ۱۹۷۰ - کری اسنادگرس
- ۱۹۷۱ - توییگی
- ۱۹۷۲ - لیزا مینلی
- ۱۹۷۳ - گلندا جکسون
- ۱۹۷۴ - راکوئل ولش
- ۱۹۷۵ - آن مارگرت
- ۱۹۷۶ - باربارا استرایسند
- ۱۹۷۷ - دایان کیتن / مارشا میسون
- ۱۹۷۸ - الن برستین / مگی اسمیت
- ۱۹۷۹ - بت میدلر

### دهه ۱۹۸۰
- ۱۹۸۰ - سیسی اسپیسک
- ۱۹۸۱ - برنادت پیترز
- ۱۹۸۲ - جولی اندروز
- ۱۹۸۳ - جولی والترز
- ۱۹۸۴ - کاتلین ترنر
- ۱۹۸۵ - کاتلین ترنر
- ۱۹۸۶ - سیسی اسپیسک
- ۱۹۸۷ - شر
- ۱۹۸۸ - ملانی گریفیث
- ۱۹۸۹ - جسیکا تندی

### دهه ۱۹۹۰
- ۱۹۹۰ - جولیا رابرتز
- ۱۹۹۱ - بت میدلر
- ۱۹۹۲ - میراندا ریچاردسون
- ۱۹۹۳ - آنجلا باست
- ۱۹۹۴ - جیمی لی کرتیس
- ۱۹۹۵ - نیکول کیدمن
- ۱۹۹۶ - مدونا
- ۱۹۹۷ - هلن هانت
- ۱۹۹۸ - گوئینت پالترو
- ۱۹۹۹ - جانت مک‌تیر

### دهه ۲۰۰۰
- ۲۰۰۰ - رنی زلوگر
- ۲۰۰۱ - نیکول کیدمن
- ۲۰۰۲ - رنی زلوگر
- ۲۰۰۳ - دایان کیتن
- ۲۰۰۴ - آنت بنینگ
- ۲۰۰۵ - ریس ویترسپون
- ۲۰۰۶ - مریل استریپ
- ۲۰۰۷ - ماریون کوتیار
- ۲۰۰۸ - سالی هاوکینز
- ۲۰۰۹ - مریل استریپ

### دهه ۲۰۱۰
- ۲۰۱۰ - آنت بنینگ
- ۲۰۱۱ - میشل ویلیامز
- ۲۰۱۲ - جنیفر لارنس
- ۲۰۱۳ - ایمی آدامز
- ۲۰۱۴ - ایمی آدامز
- ۲۰۱۵ – جنیفر لارنس
- ۲۰۱۶ – اما استون
- ۲۰۱۷ – سرشه رونان
- ۲۰۱۸ – الیویا کلمن
- ۲۰۱۹ – آکوافینا

### دهه ۲۰۲۰
- ۲۰۲۰ – رزمند پایک برای بسیار مراقبت می‌کنم
- ۲۰۲۱ – ریچل زگلر برای داستان وست ساید
- ۲۰۲۲ – میشل یئو برای همه‌چیز همه‌جا به یکباره
- ۲۰۲۳ – اما استون برای بیچارگان
- ۲۰۲۴ – دمی مور برای ماده